# Ana Penyas Chumilla
Ana Penyas Chumilla   (València, 1987) és una il·lustradora i dibuixant de còmic valenciana. El 2018 fou proclamada Autora revelació de la 36a edició del Saló Internacional del Còmic de Barcelona pel còmic Estamos todas bien i el mateix any va obtenir també el Premi Nacional del Còmic de l'Estat Espanyol sent la primera dona a aconseguir aquest reconeixement.
Es va diplomar en Disseny Industrial i es va graduar en belles arts a la Universitat Politècnica de València.
El 2015 la seua sèrie Viaje al interior va rebre una menció especial a la 6a edició del certamen internacional Catálogo Iberoamérica Ilustra i l'any següent en fou guanyadora amb l'obra Buscando un sitio.
També el 2016 va rebre el X Premi Fnac-Salamandra Graphic, dotat amb deu mil euros, per la seua primera novel·la gràfica, Estamos todas bien, la qual fou publicada un any més tard. Així mateix, questa òpera prima li va valdre una doble nominació a la 36 edició del Saló Internacional del Còmic de Barcelona: a la Millor obra i a l'Autora revelació. Penyas es va imposar a la categoria d'Autora revelació.
El 2016 any el cartell del cicle Cinema de la terreta de la Biblioteca Pública de València i les il·lustracions d'Ultramarins, una guia de deu botigues tradicionals de la ciutat de València editat per El Turia i dissenyat per CuldeSac, amb fotografies de Tania Castro.
El 2018 va il·lustrar el cartell del primer Premi València de Novel·la Gràfica, convocat per la Institució Alfons el Magnànim-Centre Valencià d'Estudis i d'Investigació.
És una il·lustradora que fa "costumisme o il·lustració social" des de la cura de les quotidianitats i temes d'interès social com el feminisme, la memòria històrica, la tensió horta-ciutat o els processos de gentrificació i turistificació.

## Guardons
- Premi Internacional de Novel·la Gràfica FNAC-Salamandra Graphic de 2016.[11]
- Autora revelació al Saló Internacional del Còmic de Barcelona de 2018.[2]
- Premi Nacional del Còmic de 2018.[12]
- Premi a la millor obra nacional 2021 de l'Associació de Crítics i Divulgadors de Còmic d'Espanya, per Todo bajo el sol.[13]